# Кевеле (струмок)
Кевеле, Кевелів — струмок в Україні, у Рахівському районі Закарпатської області, лівий доплив Чорної Тиси (басейн Дунаю).

## Опис
Довжина струмка приблизно 8 км. Формується з багатьох безіменних струмків та струмка Кевельова.

## Розташування
Бере початок на північно-західних схилах гори Петрос. Тече переважно на північний захід і на північному сході від села Тростянець впадає у річку Чорну Тису, праву притоку Тиси.